# Philocryptica polypodii
Philocryptica polypodii es una especie de polilla tortrícida del género Philocryptica, categorizada en la tribu Archipini, de la subfamilia Tortricinae.
Se atribuye su descripción al entomólogo de origen inglés Edward Meyrick, quien la citó por primera vez en 1923. Aparece registrada en una sección de la publicación New Zealand journal of science 4: 257.

## Descripción
La especie mide aproximadamente 10-14 mm de longitud en su adultez. Cuenta con pelos cortos y finos, alas marrones en la parte central y rojizas en la punta. Expele un tipo de líquido oscuro cuando se siente amenazada.

## Distribución
La especie se distribuye por Nueva Zelanda, en la ciudad de Wellington.